# 극장판 도라에몽: 신 진구의 버스 오브 재팬
《극장판 도라에몽: 신 진구의 버스 오브 재팬》(일본어: 映画ドラえもん 新・のび太の日本誕生 도라에몽 신 노비타노 닛폰탄죠[*]→직역: 도라에몽 신 노비타의 일본탄생)은 2016년 개봉된 36번째 도라에몽 극장판이다.
캐치프레이즈는 "우정은 7만년의 시간을 뛰어넘는다.", "아빠는 20세기의 '일본탄생'을 봤다. 나는 21세기의 '일본탄생'을 본다.", "도라에몽 영화는 타임머신 같다. 누구나 동갑이 될 수 있다.", "옛날 옛적에 일본을 만들었던 것은 용기와 우정이었습니다.", "우리들만의 비밀의 일본"이다.

## 개요
STAND BY ME 도라에몽을 제외하고 극장판 도라에몽 최다 관객 동원수인 420만명을 기록했던 《도라에몽 노비타의 일본탄생》의 리메이크작이다. 이번 작품은 도라에몽이 주역이 되어 전반 내내 활약하는 것이 주 된 내용이다.
2015년에 개봉한 《극장판 도라에몽: 진구의 우주영웅기~스페이스 히어로즈~》에 이어 주인공이 긴 소매를 입고 나오며 계절은 6월이다.

### 연혁
- 2015년 7월 10일 - 정식 공개 발표[10]
- 2015년 7월 15일 - 공식 사이트 공개

- 2015년 10월 21일 - 게스트 성우 발표.
- 2015년 12월 11일 - 본 예고편 공개. 더 상세한 줄거리 공개. 공식 홈페이지 리뉴얼
- 2016년 3월 3일 - 4분 40초 분량의 프로모션 영상 공개
- 2016년 3월 5일 - 개봉
- 2016년 11월 18일 - 작품의 뒷 이야기인 "언제 어디서나 스케치 세트"(일본어: いつでもどこでもスケッチセット, 텐토우무시코믹스 41권 수록) 방송

### 게스트 성우
게스트 성우는 전일본 프로레슬링 선수인 다나하시 히로시와 마카베 도우기, 개그맨 코지마 요시오가 있다. 본작에서는 어둠 족 역을 맡고 있으며 아역 에바와 함께 스페셜 응원단 "운타카! 도라도라단"을 결성하였다. 응원 송인 "운타카 댄스"가 TV 애니메이션 도라에몽의 엔딩 테마로 2015년 10월 30일부터 2016년 2월 19일까지, 그리고 같은 해 4월 29일부터 사용되었다.

### 작풍
《극장판 도라에몽: 진구의 우주영웅기~스페이스 히어로즈~》에서 바뀌었던 TV 애니메이션판과 같은 그림체에서 기존의 연필의 터치와 압력의 강약을 의식한 그림체로 다시 변경되었다. 또한 미술 배경은 신대마경에 이어 시미즈 도시유키가 담당하고 TV 애니메이션판에 가까운 작풍으로 그려져 있다. 또한 구작과는 달리 노비타의 부모가 노비타를 걱정하거나 노비타의 3마리의 가상 동물과의 강한 유대, 타임 패트롤대의 대장(隊長)이 노비타의 슬픔을 이해하고 배려하는 등 각 등장인물의 심정을 생각하는 묘사도 삽입되어 있다. 또한 주인공인 도라에몽이 자신의 손으로 기가좀비와의 전투를 마무리 짓겠다는, 원작에는 없었던 라스트 배틀(last battle)도 삽입되어 있다. 그리고 도중에 친구들을 놓치게 된 노비타가 자력으로 어려움을 극복해 나가는 모습도 그려져 있다. 구작 및 원작에서는 이름만 등장했던 스네오의 모친과 시즈카의 모친도 대사 없이 등장했지만 구작 및 원작에 있던 선생의 등장 장면이 없어졌다.
원작과 이전 작품에서는 등장하지 않았던 도라미가 등장했다. 한편 리메이크 작품으로는 《극장판 도라에몽: 진구의 공룡대탐험》(2006년) 이후 주요 캐릭터뿐만 아니라 서브 캐릭터도 오리지널 캐릭터가 등장하지 않는다. 또한 도라에몽 노비타의 일본탄생 (1989년)에 등장한 털코뿔소의 대역으로 고대의 들소가, 악어의 대역으로 고대의 거대 일본장수도롱뇽이, 검치호랑이의 대역으로 시미타고양이가 등장하고 있다. 또한 구작과 마찬가지로 따오기가 등장하고 있으며 자이언이 따오기의 멸종을 걱정하는 장면도 있다.
《극장판 도라에몽: 진구와 초록거인전》(2008년) 이후 8년만에 삽입곡이 아니고 대신 본작에서는 주제가인 하늘로와 오프닝 테마 꿈을 이루어줘 도라에몽을 오케스트라풍으로 어레인지한 극반이 삽입되어 있다.
과거의 영화를 오마주한 장면과 묘사 대사가 일부 등장하고 있으며 특히 《극장판 도라에몽: 진구의 공룡대탐험》(2006년)을 의식한 것이 많다.
영화의 타이틀 로고 디자인이나 광고 스타일이 전작 《극장판 도라에몽: 진구의 우주영웅기~스페이스 히어로즈~》(2015년)까지의 물건과는 구별을 분명히 한 것도 큰 특징이다. "영화 도라에몽"의 "영화" 부분이 영화 필름을 이미지한 디자인으로 변경되었고 그 외에도 "일본탄생"의 문자 부분에 있어서 장엄한 이미지로 디자인되어있다. 포스터 등을 담당하는 키 비주얼 일러스트레이터인 가네코 난파이가 원화의 마무리를 담당하고 리얼 터치에서 짙은 화풍을 살린 독특한 분위기를 가진 비주얼로 완성했다. 홍보 포스터에 대해서도 위의 키 비주얼을 사용한 것 외에 2종류의 수평식의 물체가 존재한다. 이곳은 영화의 로고와 같이 입체적으로 그려진 빨간색 동그라미를 중앙에 배치해 도라에몽의 코와 꼬리 부분을 재현한 매우 심플한 디자인으로 되어 있다(이 코와 꼬리는 노비타 일행들의 실루엣이 비치고 있다). 전자는 흰색을 기조로, 후자는 청색을 기조로 하고 있다.

### 오마케 영상
제2기의 영화에서는 향례가 되고 있는 엔딩 후 '오마케 영상'이 나오는데 이 '오마케 영상'의 내용은 일면에 덮인 얼음 위에 에스키모 모습의 도라에몽이 서서 얼음 아래(지하)에 있는 어떤 건물이 비쳐 한 곳에서 2017년 봄 최신작 공개가 공지되었다. 2016년 7월 15일 최신작의 제목이 《극장판 도라에몽: 진구의 남극 꽁꽁 대모험》인 것이 발표되었다.

### 흥행 성적
5월 5일까지 62일 동안 동원관객 355만 9407명, 흥행수입 40억 3714만 8300엔을 기록(도호의 조사)하고 애니메이션 제2작2기 시리즈로서는 최고 기록이었던 《극장판 도라에몽: 진구의 비밀도구 박물관》(2013년)의 39억 8000만 엔을 뛰어넘었다. 또한 2016년 상반기에 본작은 흥행수익 4위를 차지하였다.
중국은 1.03억 위안을, 타이완은 70만 신 대만 달러를, 홍콩의 경우 610만 홍콩 달러를 벌어들였다.

### DVD · 블루레이
2016년 8월 10일에 발매와 대여가 시작되었다. 초회 생산분(한정판)에는 "엔딩 일러스트 · 포스트 카드 세트(10매 조)"가 봉입된다.

## 줄거리
집에서도 학교에서도 매일 야단만 맞는 진구는 가출을 하기로 결심했다. 그러나 가는 곳마다 국유지나 사유지라서 쫓겨나게 된다. 처음에는 "쓸떼없는 짓이니까 그만 둬"라고 노비타를 바보 취급한 진구와 4명의 친구들도 나중에는 각자의 이유로 가출을 결심하지만 역시 갈 곳이 없어 망연자실한다. 그렇다면 차라리 아무도 없는 구석기 시대의 일본으로 가자고 진구가 제안하게 되고 그리하여 사상 최대의 가출이 시작된다.
누구에게도 방해받지 않는 유토피아가 완성되었지만 결국 귀가하게 된다. 그런데 귀가 후 실제 원시인으로 생각되는 소년인 쿠쿠루를 만나게 된다(쿠쿠루는 그들이 7만년 전의 일본으로 이동할 때 타임머신에서 발생한 시공간 난류에 의해 현대의 세계로 타임슬립하게 된다). 쿠쿠루는 자신이 속해 있는 태양족은 어둠 족과 정령왕 기가좀비의 습격을 받았다고 말한다. 도라에몽 일행은 태양족을 구하기 위해 7만년 전의 중국 대륙으로 간다.

## 목소리 출연
- 도라에몽 - 미즈타 와사비 / 채민지
- 노진구 - 오오하라 메구미 / 김정아
- 신이슬 - 카카즈 유미 / 조현정
- 만퉁퉁 - 기무라 스바루 / 최낙윤
- 왕비실 - 세키 토모카즈 / 이현주
- 오진숙 - 미쓰이시 코토노 / 임은정
- 노석구 - 마쓰모토 야스노리 / 김정은
- 도라미 - 치아키 / 김민정
- 만퉁퉁의 엄마 - 다케우치 미야코 / 이재현

## 게스트 캐릭터
태양족 (ヒカリ族→히카리 족)
쿠쿠루 (ククル)
목소리 - 시라이시 료코 / 곽규미
태양족의 소년. 시공 난류에 빨려들어가 현대 중화인민공화국의 허 현에 해당하는 장소에서 현대의 일본으로 타임슬립되었고 도라에몽 일행과 친구가 된다. 원작 및 구작과는 달리 여러 가지 장신구들을 착용하고 있다. 운동 신경이 좋고 사냥에 관한 지식도 풍부하며 이 부분이 종반의 싸움에 도움이 되었다. 원작, 구작, 본작 세 작품 모두 다 쿠쿠루는 일인칭으로 僕 보쿠[*]와 俺 오레[*] 모두 사용하고 있다. 원작과 구작에서는 어둠 족의 2번째 습격 이후 엔딩 직전까지 출연이 거의 없었지만 본작에서는 이야기 종반에 도라에몽 일행과 함께 기가좀비와의 맞대결에 출전하고 그 때의 활약이 도라에몽 일행의 승리에 크게 공헌하고 있다. 또한 엔딩에서는 본작의 라스트 페이지(last page)가 될, 도라에몽 일행이 타임 텔레비전에서 성인이 된 쿠쿠루의 모습을 보는 장면이 재현되어 있으며 아내와 아이들도 등장한다.
다지카라 (タジカラ)
목소리 - 이시이 고우지 / 이기성
쿠쿠루의 부친.
고이야메 (コイヤメ)
목소리 - 히사카와 아야 / 장예나
쿠쿠루의 모친. 구작에서의 이름은 타라네로 표기되었다.
태양족의 장로
목소리 - 야다 미노루 / 김민주
태양족 중에서도 높은 지위를 가진 노인.
태양족 (ヒカリ族→히카리 족)
목소리 - 오오니시 다케나루
그 외 태양족의 주민들.
도라좀비 (ドラゾンビ)
목소리 - 미즈타 와사비
어둠 족에 구속되어 있는 태양족을 돕기 위해 기가좀비를 의식하고 변장한 도라에몽의 모습이다.
기가좀비 (ギガゾンビ) / 어둠 족 (クラヤミ族→구라야미 족)
기가좀비 (ギガゾンビ)
목소리 - 오오쓰카 호우츄우 / 김현욱
불사신의 정령왕이다. 왕자 옆에 호랑이같은 생물이 옆에 있다. 쓰치다마를 부하로 두고 있다. 가면의 색이 오리지널 작과 다른 것 외 꼭대기의 해골이 뼈와 같은 것으로 바뀌었다.
어둠 족 족장
목소리 - 다케다 고우지 / 최낙윤
무늬 일부에 뼈가 붙은 돌창을 든, 색상 차이의 어둠 족.
어둠 족 (クラヤミ族→구라야미 족)
목소리 - 다나하시 히로시, 마카베 도우기, 코지마 요시오
원작과 구작과는 다르게 얼굴과 양 어깨에 무늬가 붙어있다.
쓰치다마 (ツチダマ)
목소리 - 야나카 히로시 (전개체공통) / 김민주
기가좀비의 부하의 살아있는 토우. 구작과는 다르게 본작에서는 원작대로 둘 이상의 개체가 등장한다
환상 동물
노비타가 다수의 동물 유전자 엠플을 함께 복제 에그에 주입하여 만든 애완동물들. 본작에서는 원작 및 구작에서는 그려지지 않았던 각각의 개성이 배분되고 있어 감독인 야쿠와 신노스케가 기르고 있는 삼색털 고양이가 모델이 되고 있다.
페가
목소리 - 시모와다 히로키 / 장미
말과 백조의 엠플 조합에 의해 태어났다. 페가수스를 모티브로 하고 있다. 구작과 달리 눈이 원작으로 대었던 디자인으로 되고 있으며 칫솔질을 선호하는 캐릭터가 부가되어 있다.
구리
목소리 - 이토우 미야코 / 윤은서
독수리와 사자의 엠플 조합에 의해 태어났다. 그리핀을 모티브로 하고 있다. 본작에서는 나뭇가지를 가지고 오는 놀이를 좋아하고 응석 꾸러기라는 캐릭터가 부가되어 있다.
도라코
목소리 - 가이다 유키 / 이기성
악어와 사슴과 박쥐의 엠플 조합에 의해 태어났다. 드래곤을 모티브로 하고 있다. 본작에서는 먹보라는 캐릭터가 부가되어 있다.
그 외
타임 패트롤
목소리 - 히사카와 아야 (대장), 후쿠이 미키 / 게이쵸 유카 (대원)
구작에서는 남성이었지만 본작에서는 여성으로 변경되었다. 또한 설산에서 맘모스 출몰 장면이 등장하지 않고 타임 패트롤의 등장 흐름도 원작과 다르다. 캐릭터 디자인은 《T·P 본》의 림 스트림, 나미히라본, 야스카와 유미코가 모델이 되고 있지만 본인들의 여부는 불명. 대장에 대해서는 게임판 림 대장과 이름이 표기되어 있다.
타임머신
목소리 - 이토우 미야코

지주
목소리 - 이시이 코지

## 등장하는 비밀 도구
※모양의 첨가는 구작에 등장하지 않는 것.
- 캠핑 캡슐
- 음식이 나오는 식탁보※[23]
- 옷 갈아입기 카메라※[23]
- 어디로든 문
- 통과하는 후프※
- 순간 청소 드라이어※
- 타임머신
- 돈부라 가루※
- 토레아도루※
- 원시 생활 세트
- 대나무 헬리콥터
- 편리한 삽
- 편리한 곡괭이※[24]
- 편리한 도끼※[24]
- 편리한 톱※[24]
- 화원 봄베
- 밭의 레스토랑
- 동물 유전자 앰플 및 복제 에그
- 무선 조종 비구름
- 무선 조종 태양
- 늘어나는 수도관
- 늘어나는 가스관
- 늘어나는 하수구
- 만능 펫 푸드 "구루멘"
- 멍검전광검※
- 시공 진동 카운터
- 통역 곤약[25]
- 위성 사진
- 방문인 스틱
- 방패 망토
- 레이저 검사기
- 타임 전화※
- 자기부상열차 놀이
- 구조 병
- 울트라 스톱워치
- 순간 접착 총

## 스태프
감독은 《극장판 도라에몽 진구의 아프리카 모험: 베코와 5인의 탐험대》 (2014년)를 다룬 야쿠와 신노스케가 담당한다. 본작에서는 《극장판 도라에몽: 진구와 철인군단 날아라 천사들》 (2011년)의 각본을 담당했던 시미즈 히가시 대신에 각본도 겸임한다. 감독이 각본을 겸임하는 것은 《극장판 도라에몽: 진구의 공룡대탐험》 (2006년) 이후 처음이며 제작 과정에서 각본 담당자와의 조정을 단축하려는 목적도 있고 야쿠와 스스로 집필했다고 한다.
또한 전작 "도라에몽: 진구의 우주영웅기" (2015년)의 감독인 오오스기 요시히로가 오프닝 원화를, "진구와 철인군단: 날아라 천사들" (2011년)의 캐릭터 디자인을 맡은 카네코 시즈에가 엔딩 원화를 각각 담당하고 있다. 카네코는 2011년에 신에이 동화를 퇴사하고 프리랜서가 되었기 때문에 영화 도라에몽 시리즈는 5년만의 참가가 된 것이다.
본작의 제작 데스크를 맡은 카사이 마리코, 제작 진행을 맡은 오치아이 류타로는 TV 애니메이션 《도라에몽》의 2015년 4월 1일 방송분으로부터 각각 프로듀서와 제작 데스크에 상승하고 있다.
- 원작 - 후지코 F. 후지오
- 캐릭터 디자인 / 총작화감독 - 마루야마 코이치
- 프롭 디자인 / 메카 작화 감독 - 스즈키 쓰토무
- 미술감독 - 시미즈 도시유키
- 촬영감독 - 스에히로 다카시
- 편집 - 고지마 도시히코
- 녹음 감독 - 다나카 아키요시
- 효과 - 이토카와 유키요시
- 음악 - 사와다 칸
- 치프 프로듀서 - 오쿠라 슌스케, 오카네 슈이치, 아라이 마미, 마쓰이 사토시
- 감독 · 각본 / 그림 콘티 - 야쿠와 신노스케
- 연출 - 오카노 신고
- 작화 감독 - 오오시로 마사루, 야마카와 히로미, 마스다 히로시, 모테기 타쿠지
- 오프닝 원화 - 오오스기 요시히로
- 엔딩 원화 - 가네코 시즈에
- 동영상 검사 - 야기 유우, 에비하라 나오키
- 색채 설계 - 마쓰타니 사나에
- 색채 설계 보좌 - 토베 야오이, 오카네 키코
- 색 지정 및 검사 - 쿠라우치 미유키
- 특수 효과 - 사토 카오리
- 편집 조수 - 후지모토 리코, 야마다 켄타로
- 현상 - 도쿄현상소
- 애니메이션 협력 - 베가 엔터테인먼트
- 시대 고증 - 도미타 교이치
- 제작 진행 - 사토 다이신 / 사토 소오타, 신 타카오, 타하라 아사미, 오치아이 류타로, 시노다 소라토시
- 제작 데스크 - 카사이 마리코 / 카사키 노보루, 나카무라 카즈요시
- 어시스턴트 프로듀서 - 가와사키 시로이, 이소다 유우
- 프로듀서 - 가와키타 모모코, 나메카와 신고, 쓰루사키 리카, 오노 히토시, 다카하시이 레나, 야마다 타쿠지, 요시다 켄지
- 제작 - 영화 도라에몽 제작위원회 (후지코프로, 쇼가쿠칸, TV아사히, 신에이 동화, ADK, ShoPro)
- 배급 - 도호

## 주제가
오프닝 <꿈을 이루어줘 도라에몽>(夢をかなえてドラえもん)
작사·작곡 - 쿠로스 가쓰히코 / 편곡 - 오오쿠보 가오루 / 노래 - mao / 코러스 - 히마와리 키즈 (컬럼비아)
엔딩 <하늘로>(空へ)
작사·작곡·편곡 - 야마자키 마사요시 / 노래 - 야마자키 마사요시 (EMI Records)
주제가는 싱어송라이터인 야마자키 마사요시가 본작을 위해 새로 쓴 노래이다. 멜로디에 비상감, 진구의 성장을 표현하고 있다. 주제가 제작에 있어서 1989년에 공개된 구작 도라에몽 노비타의 일본탄생을 보고 본작의 이미지를 잡게 된다. 2016년 2월 26일부터 "운타카 댄스"로 변경, TV 애니메이션의 엔딩 테마로 2016년 2월 19일까지 사용되었다.

## 관련 기획

### 운타카 댄스(ウンタカダンス)
본작의 홍보를 목적으로 한 응원송이다. TV 애니메이션 도라에몽의 2015년 10월 30일 방영분에서 기간 한정으로 엔딩 테마로 사용되었다. 무대는 7만년 전에서, 출연자는 본편에서 등장하는 어둠 족이라는 설정으로 원시 시대를 방불케하는 의상을 입고 있다. 매번 도라에몽과 진구가 타임 텔레비전 속에서 갑자기 운타카! 도라도라단들이 운타카 댄스를 시작했지만 2016년 1월 15일 방송분에서 가사가 다른 버전이 사용되며 1월 22일 방송분부터 도라에몽 일행은 등장하지 않고 직접 운타카 댄스의 영상이 공개된다. 2월 24일 유니버설 뮤직에서 CD+DVD 패키지가 발매되었다.
《운타카! 도라도라단》(ウンタカ!ドラドラ団)
멤버 - 다나하시 히로시, 마카베 도우기, 코지마 요시오, 에바, 쓰치다마
본작의 홍보를 목적으로 결성된 것으로 운타카댄스 이외에 다나하시와 마카베, 코지마는 영화 본편의 성우에도 도전하고 있다. 또한 영화에 등장하는 캐릭터인 쓰치다마가 인형의 모습으로 댄스에 참여하고 있으며 엔딩의 자막의 "운타카! 도라도라단"의 란에 "쓰치다마"로 표기되어 있다.
《운타카 댄스》(ウンタカダンス)
작사·작곡·편곡 - 히라노 와타루 / 안무 - 후리스케 가교 air:man
기획 - 나메카와 신고 (TV 아사히) / 연출 - 사이토 와타루 (EPOCH)

### 원화전 〈진구의 버스 오브 재팬 시공의 여행〉(のび太の日本誕生と時空の旅)
후지코 F 후지오 뮤지엄의 기획전에서 개최했다. 기간은 2015년 7월 10일부터 2016년 6월 30일까지 예정되어 있다. "노비타의 일본탄생"을 처음으로 하는 "시공의 여행 (타임 트래블)"이 등장한 후지코 F 후지오 작품의 원화를 특집 전시한다. 아울러 뮤지엄 카페에서는 "노비타의 일본탄생"에 등장하는 도구를 본뜬 메뉴 등을 추가하고 있다.

### 가정용 게임
도라에몽신 진구의 버스 오브 재팬 (ドラえもん 新・のび太の日本誕生)
푸류에 의해서 2016년 3월 3일에 발매된 닌텐도 3DS용 게임 소프트.

### 영화 도라에몽 꿈의 애완동물 탄생 콘테스트(映画ドラえもん 夢のペット誕生コンテスト)
쇼가쿠칸 각 지로, 혹은 각 기업에서 모집. 작중에서 진구가 만드는 애완동물에 관련된 일러스트 콘테스트에서 최우수상 수상자는 영화의 엔딩 크레딧에 소개되고 카네코 시즈에에 의한 엔딩 일러스트에서 아이디어에 의한 애완동물들이 등장했다.

### 공상 동물 사파리와 약속의 피리(空想動物サファリパークと約束の笛)
2016년 3월 11일에 영화 연동 에피소드로 방송된 특별 기획. "도라에몽 노비타의 일본탄생" 내에서 대사 밖에 등장하지 않는 환상 동물 사파리 파크를 무대로 일행들의 활약을 그린다. "영화 도라에몽 꿈의 애완동물 탄생 콘테스트" TV아사히 우수상 수상자가 그린 애완동물들이 애니메이션에 등장하고 있다.

### 《영화 도라에몽 노비타의 일본탄생》 4K 배포
쥬피터 텔레콤이 J:COM온디멘드에서 《도라에몽 노비타의 일본탄생》 (1989년)을 4K 해상도화하여 배포. "영화 도라에몽" 시리즈와 영화의 본편을 4K 해상도화한 것은 이번이 처음이다. 또한 그것의 제작 과정을 기록한 《〈영화 도라에몽 노비타의 일본탄생〉 4K 메이킹》이 2016년 2월 28일부터 5월 31일까지 J:COM온디멘드와는 다른 곳으로 배포.

### 노비네 집에 걸리다!! 도라에몽 텔레폰(野比家にかかる!! ドラえもんテレフォン)
본작의 공개를 기념하는 목적에서 시작했다. 도라에몽과 다른 일행들의 대화 등이 있는 전화 서비스이다. 기간은 2016년 2월 15일부터 5월 31일까지이다. 대반향에 의한 회선 혼잡을 위해 새로운 전화번호의 설치가 이루어졌다.

### 쓰치다마 역(ツチダマ駅)
쓰치다마의 모티브가 되는 슈고키도우구는 아오모리현 쓰가루시 타테오카 지역에서 발견되었고 그것에 관련된 JR 고노 선 기쓰베리 역의 역명이 기간 한정으로 "쓰치다마 역"이라고 호칭. 3월 20일, 도라에몽은 1일 역장으로 임명되었고 5월 8일까지 영화와의 콜러보레이션 기획이 이루어진다.

### Do-Radio 영화챤★도라디오(Do-Radio 映画チャン★ドラジオ)
팟캐스트의 web 라디오 프로그램이다. 도라에몽과 노비타가 퍼스낼리티를 역임하고, 게스트로 시즈카가 출연했다. 영화의 관광 명소 소개와 퀴즈 등을 실시했다.

### 영화 도라에몽 × 몬스터(映画ドラえもん×モンスト)
게임 애플리케이션 "몬스터 스트라이크"와의 합작. 지난해의 우주영웅기 뿐만 아니라 기간 한정으로 콜라보 이벤트를 개최하고 있다.